# Sport-Verein Werder von 1899 2020-2021
Questa voce raccoglie le informazioni riguardanti lo Sport-Verein Werder von 1899 nelle competizioni ufficiali della stagione 2020-2021.

## Stagione
Nella stagione 2020-2021 il Werder Brema, allenato da Florian Kohfeldt e Thomas Schaaf, concluse il campionato di Bundesliga al 17º posto. In Coppa di Germania il Werder Brema fu eliminato in semifinale dal RB Lipsia.

## Rosa
| N. |                        | Ruolo | Calciatore           |
| -- | ---------------------- | ----- | -------------------- |
| 1  | Rep. Ceca (bandiera)   | P     | Jiří Pavlenka        |
| 5  | Svezia (bandiera)      | D     | Ludwig Augustinsson  |
| 6  | Germania (bandiera)    | C     | Kevin Möhwald        |
| 7  | Kosovo (bandiera)      | A     | Milot Rashica        |
| 8  | Giappone (bandiera)    | A     | Yūya Ōsako           |
| 9  | Germania (bandiera)    | A     | Davie Selke          |
| 10 | Germania (bandiera)    | C     | Leonardo Bittencourt |
| 11 | Germania (bandiera)    | A     | Niclas Füllkrug      |
| 13 | Serbia (bandiera)      | D     | Miloš Veljković      |
| 16 | Germania (bandiera)    | A     | Oscar Schönfelder    |
| 17 | Germania (bandiera)    | D     | Felix Agu            |
| 18 | Finlandia (bandiera)   | D     | Niklas Moisander     |
| 19 | Stati Uniti (bandiera) | A     | Josh Sargent         |
| 20 | Austria (bandiera)     | C     | Romano Schmid        |
| 21 | Turchia (bandiera)     | D     | Ömer Toprak          |

| N. |                      | Ruolo | Calciatore             |
| -- | -------------------- | ----- | ---------------------- |
| 21 | Germania (bandiera)  | A     | Eren Dinkçi            |
| 23 | Rep. Ceca (bandiera) | D     | Theodor Gebre Selassie |
| 28 | Bulgaria (bandiera)  | C     | Ilija Gruev            |
| 29 | Germania (bandiera)  | C     | Patrick Erras          |
| 30 | Germania (bandiera)  | P     | Michael Zetterer       |
| 32 | Austria (bandiera)   | D     | Marco Friedl           |
| 33 | Germania (bandiera)  | D     | Julian Rieckmann       |
| 34 | Germania (bandiera)  | C     | Jean-Manuel Mbom       |
| 35 | Germania (bandiera)  | C     | Maximilian Eggestein   |
| 36 | Germania (bandiera)  | C     | Christian Groß         |
| 38 | Germania (bandiera)  | P     | Dudu                   |
| 40 | Germania (bandiera)  | P     | Luca Plogmann          |
| 41 | Germania (bandiera)  | A     | Nick Woltemade         |
| 44 | Germania (bandiera)  | C     | Philipp Bargfrede      |

## Organigramma societario
Area tecnica
- Preparatori atletici:
- Allenatore in seconda: Tim Borowski, Tom Cichon, Florian Junge, Danijel Zenković
- Preparatore dei portieri: Christian Vander
- Analisi video: Mario Baric, Sören Quittkat
- Allenatore:

## Calciomercato

### Sessione estiva
| Acquisti | Acquisti          | Acquisti       | Acquisti |
| R.       | Nome              | da             | Modalità |
| -------- | ----------------- | -------------- | -------- |
| A        | Tahith Chong      | Manchester Utd |          |
| C        | Patrick Erras     | Norimberga     |          |
| C        | Jean-Manuel Mbom  | Uerdingen 05   |          |
| C        | Romano Schmid     | Wolfsberger    |          |
| D        | Felix Agu         | Osnabrück      |          |
| D        | Felix Beijmo      | Greuther Fürth |          |
| D        | Jan-Niklas Beste  | Emmen          |          |
| A        | Martin Harnik     | Amburgo        |          |
| A        | Oscar Schönfelder | Magonza U19    |          |

| Cessioni | Cessioni           | Cessioni           | Cessioni |
| R.       | Nome               | a                  | Modalità |
| -------- | ------------------ | ------------------ | -------- |
| A        | Johannes Eggestein | LASK               |          |
| C        | Davy Klaassen      | Ajax               |          |
| C        | Simon Straudi      | Austria Klagenfurt |          |
| C        | David Philipp      | ADO Den Haag       |          |
| P        | Luca Plogmann      | Meppen             |          |
| D        | Niklas Wiemann     | Amburgo II         |          |
| D        | Felix Beijmo       | Malmö FF           |          |
| C        | Fin Bartels        | Holstein Kiel      |          |
| D        | Jan-Niklas Beste   | Jahn Ratisbona     |          |
| C        | Benjamin Goller    | Karlsruhe          |          |
| D        | Kevin Vogt         | Hoffenheim         |          |

### Sessione invernale
| Acquisti | Acquisti         | Acquisti   | Acquisti |
| R.       | Nome             | da         | Modalità |
| -------- | ---------------- | ---------- | -------- |
| P        | Luca Plogmann    | Meppen     |          |
| P        | Michael Zetterer | PEC Zwolle |          |

| Cessioni | Cessioni        | Cessioni    | Cessioni |
| R.       | Nome            | a           | Modalità |
| -------- | --------------- | ----------- | -------- |
| A        | Tahith Chong    | Club Bruges |          |
| P        | Stefanos Kapino | Sandhausen  |          |

## Risultati

### Bundesliga

#### Girone di andata
| Arbitro: | Stegemann |

|           |           |                                                 |
| Selke 69’ | Marcatori | 42’ Pekarík 45’ Lukebakio 62’ Cunha 90’ Córdoba |

| Arbitro: | Schmidt |

|         |           |                               |
| Uth 90’ | Marcatori | 22’, 37’, 59’ (rig.) Füllkrug |

| Arbitro: | Schröder |

|                 |           |  |
| Bittencourt 27’ | Marcatori |  |

| Arbitro: | Dingert |

|              |           |                     |
| Lienhart 15’ | Marcatori | 25’ (rig.) Füllkrug |

| Arbitro: | Schlager |

|              |           |            |
| Eggestein 5’ | Marcatori | 22’ Geiger |

| Arbitro: | Brych |

|           |           |             |
| Silva 65’ | Marcatori | 51’ Sargent |

| Arbitro: | Badstübner |

|                        |           |                      |
| Bittencourt 82’ (rig.) | Marcatori | 67’ (aut.) Moisander |

| Arbitro: | Winkmann |

|           |           |               |
| Coman 62’ | Marcatori | 45’ Eggestein |

| Arbitro: | Dingert |

|                                                  |           |                                               |
| Baku 22’ Brooks 25’ Weghorst 37’, 76’ Białek 90’ | Marcatori | 13’ Bittencourt 35’ Möhwald 47’ (aut.) Brooks |

| Arbitro: | Willenborg |

|           |           |                        |
| Selke 90’ | Marcatori | 30’ (rig.), 90’ Mvumpa |

| Arbitro: | Storks |

|                              |           |  |
| Sabitzer 26’ (rig.) Olmo 41’ | Marcatori |  |

| Arbitro: | Schröder |

|             |           |                        |
| Möhwald 28’ | Marcatori | 12’ Guerreiro 78’ Reus |

| Arbitro: | Winkmann |

|  |           |            |
|  | Marcatori | 90’ Dinkçi |

| Arbitro: | Stieler |

|  |           |                        |
|  | Marcatori | 12’ Becker 28’ Awoniyi |

| Arbitro: | Cortus |

|            |           |            |
| Schick 70’ | Marcatori | 52’ Toprak |

| Arbitro: | Stegemann |

|                      |           |  |
| Selassie 84’ Agu 87’ | Marcatori |  |

| Arbitro: | Petersen |

|            |           |  |
| Elvedi 66’ | Marcatori |  |

#### Girone di ritorno
| Arbitro: | Schlager |

|             |           |                                                         |
| Córdoba 45’ | Marcatori | 10’ (rig.) Selke 29’ Toprak 57’ Bittencourt 77’ Sargent |

| Arbitro: | Storks |

|             |           |               |
| Möhwald 77’ | Marcatori | 38’ Mascarell |

| Arbitro: | Schmidt |

|  |           |                         |
|  | Marcatori | 47’ Sargent 75’ Möhwald |

| Brema 13 febbraio 2021, ore 15:30 CET 21ª giornata | Werder Brema | 0 – 0 referto | Friburgo | Weserstadion (0 spett.)\| Arbitro: \| Gräfe \| |
| Arbitro:                                           | Gräfe        |               |          |                                                |

| Arbitro: | Schröder |

|                                                 |           |  |
| Bebou 26’ Baumgartner 44’ Dabour 49’ Rutter 90’ | Marcatori |  |

| Arbitro: | Hartmann |

|                          |           |          |
| Selassie 47’ Sargent 62’ | Marcatori | 9’ Silva |

| Arbitro: | Jöllenbeck |

|            |           |             |
| Hector 83’ | Marcatori | 66’ Sargent |

| Arbitro: | Gräfe |

|              |           |                                         |
| Füllkrug 85’ | Marcatori | 22’ Goretzka 35’ Gnabry 67’ Lewandowski |

| Arbitro: | Schröder |

|             |           |                                |
| Möhwald 45’ | Marcatori | 8’ (aut.) Sargent 42’ Weghorst |

| Arbitro: | Zwayer |

|                         |           |  |
| Augustinsson 81’ (aut.) | Marcatori |  |

| Arbitro: | Badstübner |

|                    |           |                                        |
| Rashica 61’ (rig.) | Marcatori | 23’ Olmo 32’, 41’ Sørloth 63’ Sabitzer |

| Arbitro: | Dankert |

|                                               |           |             |
| Reyna 29’ Haaland 34’ (rig.), 38’ Hummels 87’ | Marcatori | 14’ Rashica |

| Arbitro: | Fritz |

|  |           |            |
|  | Marcatori | 16’ Szalai |

| Arbitro: | Ittrich |

|                          |           |              |
| Pohjanpalo 50’, 53’, 67’ | Marcatori | 82’ Selassie |

| Brema 8 maggio 2021, ore 15:30 CEST 32ª giornata | Werder Brema | 0 – 0 referto | Bayer Leverkusen | Weserstadion (0 spett.)\| Arbitro: \| Schmidt \| |
| Arbitro:                                         | Schmidt      |               |                  |                                                  |

| Arbitro: | Schröder |

|                                  |           |  |
| Khedira 57’ Caligiuri 90’ (rig.) | Marcatori |  |

| Arbitro: | Brych |

|                          |           |                                                 |
| Rashica 81’ Füllkrug 83’ | Marcatori | 3’ Stindl 52’ Thuram 58’ Bensebaini 67’ Neuhaus |

### Coppa di Germania
| Arbitro: | Siebert |

|  |           |                       |
|  | Marcatori | 49’ Sargent 88’ Chong |

| Arbitro: | Gräfe |

|  |           |                                   |
|  | Marcatori | 30’ Selassie 32’ Sargent 60’ Mbom |

| Arbitro: | Winkmann |

|                     |           |  |
| Möhwald 12’ Agu 73’ | Marcatori |  |

| Arbitro: | Winkmann |

|  |           |           |
|  | Marcatori | 52’ Ōsako |

| Arbitro: | Gräfe |

|                  |           |                         |
| Bittencourt 105’ | Marcatori | 93’ Hwang 120’ Forsberg |

## Statistiche

### Statistiche di squadra
| Competizione      | Punti | In casa | In casa | In casa | In casa | In casa | In casa | In trasferta | In trasferta | In trasferta | In trasferta | In trasferta | In trasferta | Totale | Totale | Totale | Totale | Totale | Totale | DR  |
| Competizione      | Punti | G       | V       | N       | P       | Gf      | Gs      | G            | V            | N            | P            | Gf           | Gs           | G      | V      | N      | P      | Gf     | Gs     | DR  |
| ----------------- | ----- | ------- | ------- | ------- | ------- | ------- | ------- | ------------ | ------------ | ------------ | ------------ | ------------ | ------------ | ------ | ------ | ------ | ------ | ------ | ------ | --- |
| Bundesliga        | 31    | 17      | 3       | 5       | 9       | 16      | 28      | 17           | 4            | 5            | 8            | 20           | 29           | 34     | 7      | 10     | 17     | 36     | 57     | -21 |
| Coppa di Germania | -     | 2       | 1       | 0       | 1       | 3       | 2       | 3            | 3            | 0            | 0            | 6            | 0            | 5      | 4      | 0      | 1      | 9      | 2      | +7  |
| Totale            | 31    | 19      | 4       | 5       | 10      | 19      | 30      | 20           | 7            | 5            | 8            | 26           | 29           | 39     | 11     | 10     | 18     | 45     | 59     | -14 |

### Andamento in campionato
| Giornata  | 1  | 2  | 3 | 4 | 5 | 6 | 7 | 8 | 9  | 10 | 11 | 12 | 13 | 14 | 15 | 16 | 17 | 18 | 19 | 20 | 21 | 22 | 23 | 24 | 25 | 26 | 27 | 28 | 29 | 30 | 31 | 32 | 33 | 34 |
| --------- | -- | -- | - | - | - | - | - | - | -- | -- | -- | -- | -- | -- | -- | -- | -- | -- | -- | -- | -- | -- | -- | -- | -- | -- | -- | -- | -- | -- | -- | -- | -- | -- |
| Luogo     | C  | T  | C | T | C | T | C | T | T  | C  | T  | C  | T  | C  | T  | C  | T  | T  | C  | T  | C  | T  | C  | T  | C  | C  | T  | C  | T  | C  | T  | C  | T  | C  |
| Risultato | P  | V  | V | N | N | N | N | N | P  | P  | P  | P  | V  | P  | N  | V  | P  | V  | N  | V  | N  | P  | V  | N  | P  | P  | P  | P  | P  | P  | P  | N  | P  | P  |
| Posizione | 16 | 11 | 7 | 7 | 7 | 9 | 9 | 9 | 11 | 13 | 13 | 14 | 13 | 14 | 13 | 12 | 13 | 13 | 11 | 11 | 11 | 12 | 11 | 12 | 12 | 12 | 13 | 13 | 13 | 15 | 15 | 15 | 16 | 17 |

Legenda:

Luogo: C = Casa; T = Trasferta. Risultato: V = Vittoria; N = Pareggio; P = Sconfitta.

### Statistiche dei giocatori
| Giocatore       | Bundesliga | Bundesliga | Bundesliga  | Bundesliga | Coppa di Germania | Coppa di Germania | Coppa di Germania | Coppa di Germania | Totale   | Totale | Totale      | Totale     |
| Giocatore       | Presenze   | Reti       | Ammonizioni | Espulsioni | Presenze          | Reti              | Ammonizioni       | Espulsioni        | Presenze | Reti   | Ammonizioni | Espulsioni |
| --------------- | ---------- | ---------- | ----------- | ---------- | ----------------- | ----------------- | ----------------- | ----------------- | -------- | ------ | ----------- | ---------- |
| F. Agu          | 15         | 1          | 0           | 0          | 3                 | 1                 | 1                 | 0                 | 18       | 2      | 1           | 0          |
| L. Augustinsson | 23         | 0          | 4           | 0          | 5                 | 0                 | 0                 | 0                 | 28       | 0      | 4           | 0          |
| P. Bargfrede    | 1          | 0          | 0           | 0          | 1                 | 0                 | 0                 | 0                 | 2        | 0      | 0           | 0          |
| L. Bittencourt  | 27         | 4          | 3           | 0          | 2                 | 1                 | 0                 | 0                 | 29       | 5      | 3           | 0          |
| T. Chong        | 13         | 0          | 1           | 0          | 2                 | 1                 | 1                 | 0                 | 15       | 1      | 2           | 0          |
| E. Dinkçi       | 8          | 1          | 0           | 1          | 2                 | 0                 | 0                 | 0                 | 10       | 1      | 0           | 1          |
| D. Dudu         | 0          | 0          | 0           | 0          | 0                 | 0                 | 0                 | 0                 | 0        | 0      | 0           | 0          |
| J. Eggestein    | 2          | 0          | 0           | 0          | 1                 | 0                 | 0                 | 0                 | 3        | 0      | 0           | 0          |
| M. Eggestein    | 33         | 2          | 5           | 0          | 5                 | 0                 | 0                 | 0                 | 38       | 2      | 5           | 0          |
| P. Erras        | 4          | 0          | 0           | 0          | 3                 | 0                 | 0                 | 0                 | 7        | 0      | 0           | 0          |
| M. Friedl       | 32         | 0          | 6           | 0          | 2                 | 0                 | 0                 | 0                 | 34       | 0      | 6           | 0          |
| N. Füllkrug     | 19         | 6          | 1           | 0          | 2                 | 0                 | 0                 | 0                 | 21       | 6      | 1           | 0          |
| C. Groß         | 23         | 0          | 6           | 1          | 3                 | 0                 | 1                 | 0                 | 26       | 0      | 7           | 1          |
| I. Gruev        | 1          | 0          | 0           | 0          | 2                 | 0                 | 0                 | 0                 | 3        | 0      | 0           | 0          |
| S. Kapino       | 0          | 0          | 0           | 0          | 0                 | 0                 | 0                 | 0                 | 0        | 0      | 0           | 0          |
| D. Klaassen     | 3          | 0          | 1           | 0          | 1                 | 0                 | 0                 | 0                 | 4        | 0      | 1           | 0          |
| J. Mbom         | 21         | 0          | 7           | 0          | 3                 | 1                 | 0                 | 0                 | 24       | 1      | 7           | 0          |
| N. Moisander    | 18         | 0          | 3           | 0          | 5                 | 0                 | 1                 | 0                 | 23       | 0      | 4           | 0          |
| K. Möhwald      | 27         | 5          | 2           | 1          | 3                 | 1                 | 0                 | 0                 | 30       | 6      | 2           | 1          |
| J. Pavlenka     | 34         | 0          | 2           | 0          | 5                 | 0                 | 0                 | 0                 | 39       | 0      | 2           | 0          |
| L. Plogmann     | 0          | 0          | 0           | 0          | 0                 | 0                 | 0                 | 0                 | 0        | 0      | 0           | 0          |
| M. Rashica      | 24         | 3          | 0           | 0          | 2                 | 0                 | 0                 | 0                 | 26       | 3      | 0           | 0          |
| J. Rieckmann    | 0          | 0          | 0           | 0          | 0                 | 0                 | 0                 | 0                 | 0        | 0      | 0           | 0          |
| J. Sargent      | 32         | 5          | 7           | 0          | 5                 | 2                 | 0                 | 0                 | 37       | 7      | 7           | 0          |
| R. Schmid       | 22         | 0          | 2           | 0          | 3                 | 0                 | 0                 | 0                 | 25       | 0      | 2           | 0          |
| O. Schönfelder  | 0          | 0          | 0           | 0          | 0                 | 0                 | 0                 | 0                 | 0        | 0      | 0           | 0          |
| T. Selassie     | 34         | 3          | 3           | 0          | 5                 | 1                 | 1                 | 0                 | 39       | 4      | 4           | 0          |
| D. Selke        | 23         | 3          | 4           | 0          | 3                 | 0                 | 1                 | 0                 | 26       | 3      | 5           | 0          |
| Ö. Toprak       | 26         | 2          | 1           | 0          | 1                 | 0                 | 0                 | 0                 | 27       | 2      | 1           | 0          |
| M. Veljković    | 23         | 0          | 1           | 0          | 3                 | 0                 | 0                 | 0                 | 26       | 0      | 1           | 0          |
| N. Woltemade    | 6          | 0          | 1           | 0          | 2                 | 0                 | 0                 | 0                 | 8        | 0      | 1           | 0          |
| M. Zetterer     | 0          | 0          | 0           | 0          | 0                 | 0                 | 0                 | 0                 | 0        | 0      | 0           | 0          |
| Y. Ōsako        | 24         | 0          | 3           | 0          | 4                 | 1                 | 0                 | 0                 | 28       | 1      | 3           | 0          |